# Michael Streck (Jurist)
Michael Streck (* 8. März 1941 in Bad Godesberg; † 7. September 2021) war als Rechtsanwalt in einer der großen deutschen auf Steuerrecht spezialisierten Rechtsanwaltskanzlei tätig. Er war von 1998 bis 2003 Präsident des Deutschen Anwaltvereins.

## Leben
Michael Streck besuchte das Gymnasium in Bonn, bevor er an den Universitäten Bonn und Lausanne Rechtswissenschaften studierte. 1969 wurde er mit einer Arbeit im Familienrecht (Generalklausel und unbestimmter Begriff im Recht der allgemeinen Ehewirkungen) promoviert. Von 1970 bis 1975 war er bei der Finanzverwaltung Nordrhein-Westfalen tätig, zuletzt als Oberregierungsrat. Im Anschluss an diese Tätigkeit wurde er 1975 Partner der Anwaltssozietät Felix in Köln. 1984 gründete er eine eigene Steueranwaltssozietät Streck und Rainer (heute: Streck Mack Schwedhelm; seit 2014 Partnerschaft), aus der er Ende 2015 ausschied. Von 1998 bis 2003 war er Präsident des Deutschen Anwaltvereins. 2011 bis 2014 leitete er den Ausschuss Anwaltliche Berufsethik des Deutschen Anwaltvereins, von 2004 bis 2011 dessen Berufsrechtsausschuss. Er war bis 2015 Mitherausgeber der Neuen Juristischen Wochenschrift. Streck setzte sich für die Stärkung der Position von Anwältinnen ein.
Neben berufsrechtlichen Schriften verfasste Streck auch, jeweils zusammen mit Annette Rieck, eine Biografie von St. Ivo als Schutzpatron der Juristen und eine Untersuchung zum Prozess gegen Jeanne d’Arc.

## Privates
Michael Streck war nach dem Tod seiner Ehefrau in zweiter Ehe verheiratet. Er hatte aus erster Ehe drei Töchter und wohnte in Köln.

## Werke
- Generalklausel und unbestimmter Begriff im Recht der allgemeinen Ehewirkungen. Ludwig Röhrscheid Verlag, Bonn 1970, ISBN 3-7928-0274-0.
- mit Rainer Spatscheck und Peters Talaska: Die Steuerfahndung. 5. Auflage. 2017, ISBN 978-3-504-62318-0
- mit Heinz-Willi Kamps und Herbert Olgemöller: Der Steuerstreit. 4. Auflage. 2017, ISBN 978-3-504-62319-7.
- mit Heinz-Willi Kamps: Die Aussenprüfung. 3. Auflage. 2017, ISBN 978-3-504-62321-0.
- als Hrsg.: KStG, Körperschaftsteuergesetz Kommentar. 8. Auflage. 2014, ISBN 978-3-406-62043-0.
- mit Martin Henssler (Hrsg.): Handbuch Sozietätsrecht. 2. Auflage. 2011, ISBN 978-3-504-18061-4.
- mit Alexandra Mack und Rolf Schwedhelm (Hrsg.): Tax Compliance, Risikominimierung durch Pflichtenbefolgung und Rechtsverfolgung. 2. Auflage. 2016, ISBN 978-3-504-25079-9.
- mit Annette Rieck: St. Ivo 1247–1303, Schutzpatron der Richter und Anwälte. 2007, ISBN 978-3-504-06132-6.
- Beruf: AnwaltAnwältin. 2. Auflage. 2011, ISBN 978-3-406-61333-3.
- mit Annette Rieck: Jeanne d’Arc, Die Akte Prozess- und Vollstreckungsbericht 1431 – Urteilsanalyse und Thesen zur Verteidigung,  2017 ISBN 978-3-504-06757-1.